# 妙覚寺 (宇陀市)
妙覚寺（みょうかくじ）は、奈良県宇陀市にある真宗大谷派の寺院。山号は究竟山。本尊は阿弥陀如来。

## 歴史
承久2年（1220年）に草堂が建立される。貞享2年（1685年）に妙覚寺の寺号を賜る。鐘楼の梵鐘は菟田野の寺院で現存する梵鐘としては最古であり、戦後に香芝市の浄土宗阿日寺より譲り受けた。同寺では独自の立華（華講）の流儀が門徒の間で受け継がれている。

## 周辺
- 八坂神社